# Idioma baenã
El idioma baenã es una lengua indígena de Brasil muy pobre documentada, por lo que no ha podido ser adecuadamente clasificada. 
Los últimos hablanes conocidos vivían en Bahía, Brasil en los años 1940. Estos hablantes vivían en Paragaçú. Sólo se conocen nueve palabras en idioma baena:
1. eželẽ - venado
2. bakurí - carne de venado
3. kelemés - fuego
4. patarak - jaguar
5. kadašužé - persona de raza negra
6. bonikro - cerdo
7. pititiɲga - rata
8. pitirát - mono
9. šẽšẽ - toro, buey